# Файзулин, Ханиф Шакирович
Ханиф Шакирович Файзулин (1921—1943) — старший лейтенант Рабоче-крестьянской Красной Армии, участник Великой Отечественной войны, Герой Советского Союза (1944).

## Биография
Ханиф Файзулин родился 9 апреля 1921 года в селе Верхние Чебеньки (ныне — Сакмарский район Оренбургской области). Окончил рабфак в Оренбурге, учился в учительском институте. В 1939 году Файзулин был призван на службу в Рабоче-крестьянскую Красную Армию. В 1941 году он окончил Куйбышевское пехотное училище. С августа того же года — на фронтах Великой Отечественной войны.
К октябрю 1943 года гвардии старший лейтенант Ханиф Файзулин командовал ротой 280-го гвардейского стрелкового полка 92-й гвардейской стрелковой дивизии 37-й армии Степного фронта. Отличился во время битвы за Днепр. 17 октября 1943 года рота Файзулина прорвала немецкую оборону и отразила несколько немецких контратак, освободив село Лиховка Пятихатского района Днепропетровской области Украинской ССР. В тех боях Файзулин получил смертельное ранение.
Указом Президиума Верховного Совета СССР от 22 февраля 1944 года гвардии старший лейтенант Ханиф Файзулин посмертно был удостоен высокого звания Героя Советского Союза. Также посмертно был награждён орденом Ленина.
Бюст Файзулина установлен в его родном селе.